# كلينت موريس
كلينت موريس (بالإنجليزية: Clint Morris)‏ هو منتج أفلام أمريكي، ولد في 5 أغسطس 1975 في شيبارتون في أستراليا.

## وصلات خارجية
- كلينت موريس على موقع IMDb (الإنجليزية)
- كلينت موريس على موقع قاعدة بيانات الفيلم (الإنجليزية)